# 권태호
권태호(1985년 5월 24일 ~ )는 대한민국의 배우이다.
출신학교
-고등학교 : 서부산공업고등학교

## 출연 작품

### 예능
- KBS2 《출발드림팀 시즌 2》

2013.8.11.방송 머드씨름전 우승
2013.9.22.방송 깃발잡기전 우승

### 드라마
- 2009년 OCN 《조선추리활극 정약용》
- 2010년 MBC 《신이라 불리운 사나이》
- 2010년 MBC 《볼수록 애교만점》
- 2010년 E채널 《앙심정》
- 2016년 SBS 《미세스 캅 2》 : 김철승 역

•경이로운 소문 무술팀감독

### 영화
- 2006년 《괴물》 무술팀
- 2006년 《뚝방전설》 무술팀
- 2006년 《중천》 모션캡쳐액터
- 2007년 《어깨너머의 연인》 단역 - 정완 스턴트
- 2008년 《좋은 놈, 나쁜 놈, 이상한 놈》 무술팀
- 2008년 《다찌마와 리 - 악인이여 지옥행 급행열차를 타라!》 무술팀, 단역 - 닌자2/마적단
- 2008년 《우린 액션배우다》 주연
- 2012년 《도둑들》 단역 - 양복2
- 2016년 《대결》 단역 - 재희폐건물상대
- 2019년 《시동》 무술팀
- 2019년 《백두산》 무술팀
- 2019년 《서복》 무술팀
- 2020년 《반도》 무술팀